# Bethaus (Bergbau)
Das Bethaus war im Bergbau ein Gebäude, das zu den Tagesanlagen gehörte, in dem die Bergleute der jeweiligen Bergwerke ihr Schichtgebet verrichteten. Des Weiteren fand im Bethaus die tägliche Anwesenheitskontrolle statt und es wurden dienstliche Besprechungen mit den zuständigen Bergbeamten durchgeführt. Die Bezeichnung Bethaus hat das Gebäude trotz der unterschiedlichen Nutzung, weil die Bergleute es für ihr Schichtgebet nutzten.

## Aufbau

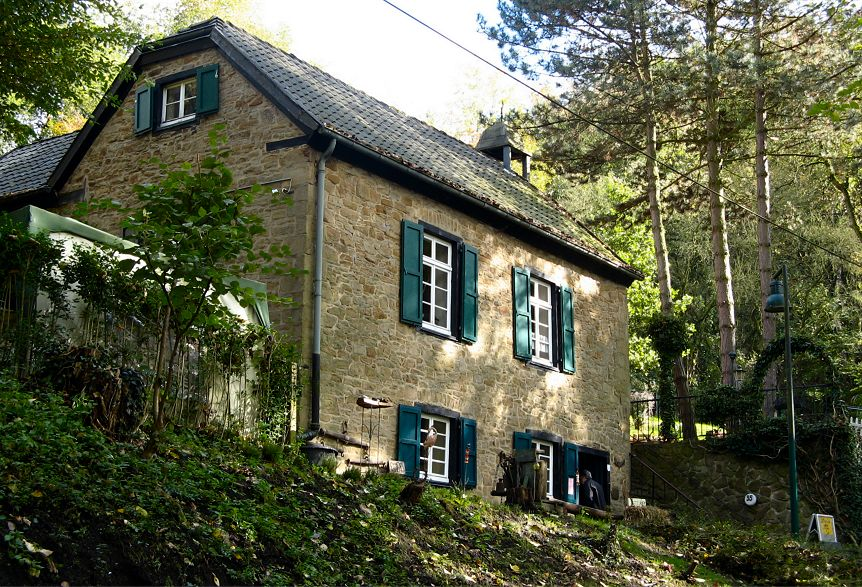
Das Bethaus der Bergleute im Muttental

Die Bethäuser der Bergleute waren meist als multifunktionale Gebäude mit mehreren Räumen erbaut. Größere Bergwerke hatten meist ein eigenes Bethaus. Kleinere Stollenzechen nutzten gemeinsam ein zentral gelegenes Bethaus für die sakralen Angelegenheiten der Bergleute. Die Bethäuser wurden in der Regel aus Ziegeln gemauert. Auf dem Dach war ein kleiner Glockenturm mit Glocke in das Gebäude integriert. Mit der Glocke wurden die Bergleute zur Arbeit gerufen. Zudem war an das Gebäude oftmals auch eine Uhr montiert. Es gab aber auch Bergbauregionen, in denen es nur Betsäle für das morgendliche Schichtgebet und die Schichtkontrolle gab. Insbesondere in den Bergrevieren, in denen keine eigenen Bethäuser vorhanden waren, wurden Räume von anderen Gebäuden zu Beträumen oder Betsälen umfunktioniert. Oftmals nutzten die Bergleute, bei Nichtvorhandensein eines Bethauses, einen Raum des Huthauses als Betsaal.

## Nutzung

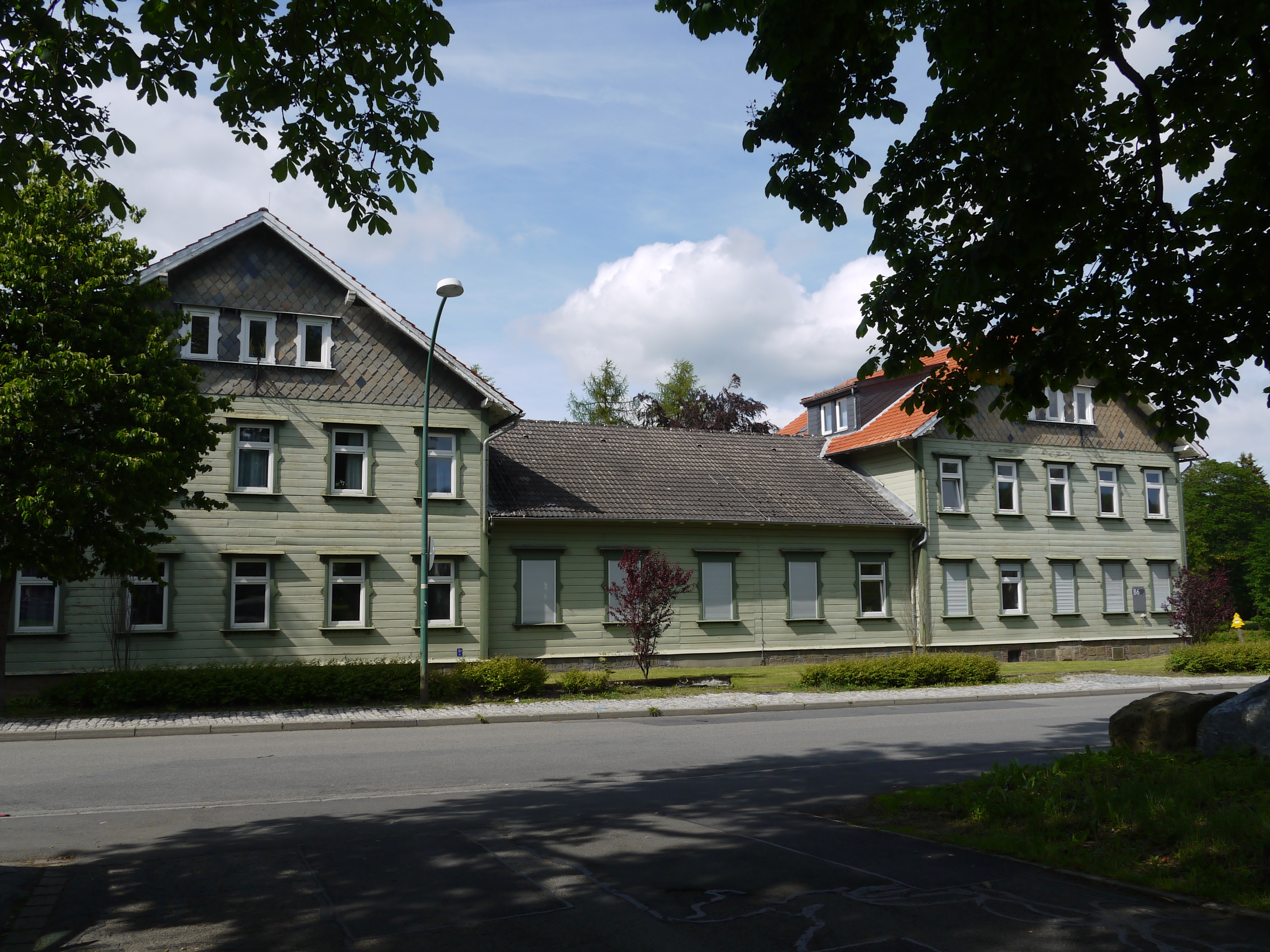
Das ehemalige Zechenhaus des Kaiser-Wilhelm-Schachtes enthielt einen Betsaal für 400 Bergleute.

Neben dem eigentlichen Betsaal hatte das Bethaus auch weitere Räume, die von den Bergleuten unterschiedlich genutzt wurden. Es gab Räume, die als Materiallager dienten, des Weiteren Besprechungsräume, in denen die Bergleute mit den zuständigen Bergbeamten, z. B. dem Schichtmeister, die Arbeit und etwaige Schwierigkeiten bei der Arbeit besprechen konnten. Im Betsaal herrschte während der Andacht eine strikte Sitzhierarchie, wobei der Obersteiger, die Steiger und die Ganghauer auf Stühlen um einen Tisch herum saßen, während die gewöhnlichen Hauer, die Bergknechte und die Grubenjungen auf Holzbänken ihren Platz hatten, die an den Wänden aufgestellt waren. Nachdem in der zweiten Hälfte des 19. Jahrhunderts die Markenkontrolle in einigen Bergrevieren eingeführt wurde, schwand allmählich der betriebliche Nutzen der Bethäuser, insbesondere der Betsäle, so dass sie nur mehr sakralen Zwecken dienten.

## Beispiele von Bethäusern

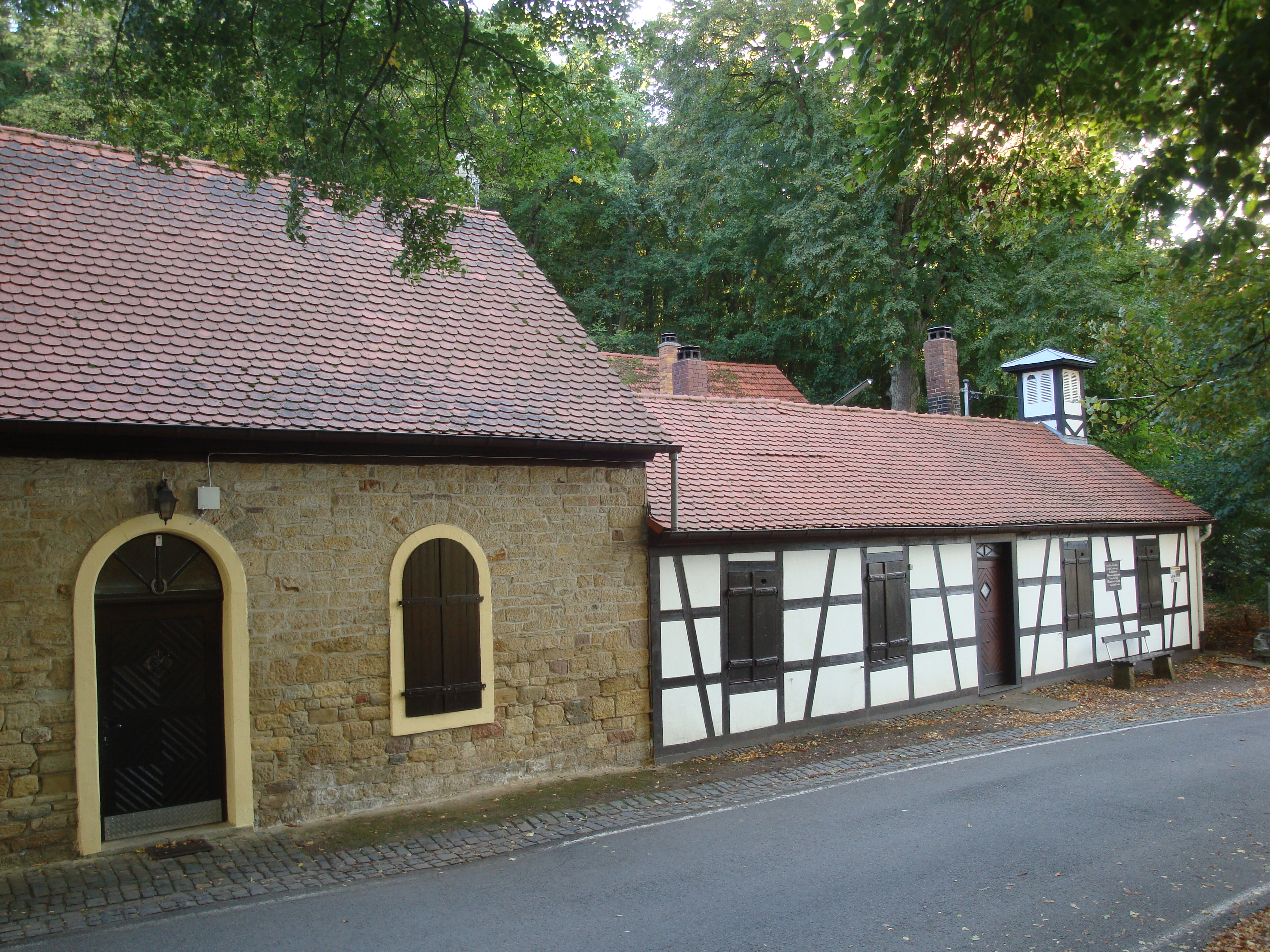
Bet- und Zechenhaus von 1758 am Moschellandsberg

Von den damaligen Bethäusern sind heute nur noch wenige erhalten geblieben. Im Freiberger Bergrevier gab es verschiedene Bergwerke, die ein separates Bethaus hatten, wie z. B. die Mordgrube. Im Muttental bei Witten gab es auch an verschiedenen Bergwerken ein separates Bethaus, von denen das bekannteste das zentral gelegene Bethaus ist, welches heute unter Denkmalschutz steht.